# هیگهام فررز
longitudeهیگهام فررزlatitudeهیگهام فررز

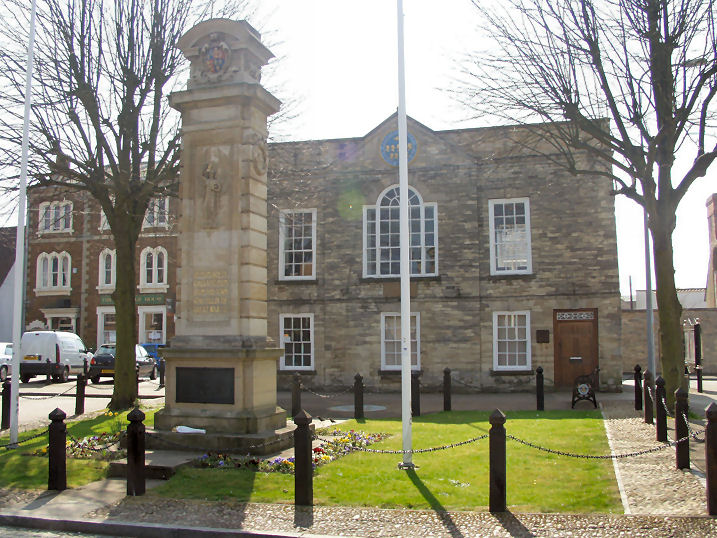
احساسي ودلتنگ

هیگهام فررز (به انگلیسی: Higham Ferrers) یک شهرک در بریتانیا است که در انگلستان واقع شده‌است.

## خصوصیات
هیگهام فررز ۷٬۱۴۵ نفر جمعیت دارد.